# Kirchdorf an der Amper
Kirchdorf an der Amper è un comune tedesco di 2 662 abitanti, situato nel land della Baviera.